# تويوناكا (أوساكا)
مدينة تويوناكا (بالإنجليزية: Toyonaka)‏ هي أحد المدن التابعة لمحافظة أوساكا. تأسست رسميًا في 15/10/1936. ويقدر عدد سكانها بـ 387269 نسمة حسب تقدير مكتب الإحصاء الياباني لعام 2012. تبلغ مساحة تويوناكا 36.38 كم2. بكثافة سكانية تبلغ 10645 نسمة/كم2.

## توأمة
لتويوناكا (أوساكا) اتفاقيات توأمة مع:
- سان ماتيو

## أعلام
- أكيو سوياما
- شويا سوغانوما
- كاتسونوري نومورا
- يويتشيرو نامبو
- تاكاشي فوجي
- مايو هيبي